# Шахидов, Магомед Султанович
Магомед(-Эмин) Султанович Шахидов (род. 27 сентября 1994) — германский боксёр, бронзовый призёр чемпионата Европы по боксу 2022 года, участник летних Олимпийских игр 2024 года в Париже.
В 2021 году Шахидов принял участие в чемпионате мира 2021 года. В 1/32 финала он единогласным решением победил камерунца Альберта Менге, затем его жертвой пал представитель Израиля Мирослав Капулер (раздельное решение 3:2), после чего Шахидов потерпел поражение от представителя Казахстана Асланбека Шымбергенова.
В 2022 году стал бронзовым призёром чемпионата Европы.
На Европейских играх 2023 года в 1/16 финала Шахидов раздельным решением (4:1) победил британца Харриса Акбара. На следующей стадии Шахидов одолел грека Константиноса Петропулоса единогласным решением судей, а затем, также единогласно уступил представителю Турции Тугрулхана Эрдемира.
На Олимпиаде Шахидов в первом же бою в 1/16 финала раздельным решением судей (4:1) проиграл представителю Мозамбика Тиаго Муханга и выбыл из борьбы за медали.
Чеченец. По состоянию на июль 2024 года, на его счету 37 побед (2 нокаута) и 17 поражений (1 нокаут).